# Miguel Veloso
Miguel Luís Pinto Veloso (Coimbra, 11. svibnja 1986.) bivši je portugalski nogometaš koji je igrao na poziciji veznog. Za Portugal je skupio 56 nastupa.

## Vanjske poveznice
- Profil na Transfermarktu
- Profil na Soccerwayu  Arhivirana inačica izvorne stranice od 5. lipnja 2014. (Wayback Machine)